# Saison 2016-2017 de Manchester United
Maillots
Chronologie
Saison précédente Saison suivante
La saison 2016-2017 du Manchester United Football Club est la 25e saison du club en Premier League et sa 42e saison consécutive dans la première division du football anglais.
Comme ces trois dernières saisons, le club mancunien poursuit sa transition après le départ de Sir Alex Ferguson qui est resté 27 années à la tête du club. Après les passages sans succès de David Moyes et Louis van Gaal – qui a tout de même remporté la coupe nationale, le conseil d’administration a nommé José Mourinho comme nouvel entraîneur du club en espérant retrouver les sommets. Pour ce faire, l'entraîneur portugais va devoir réaliser de bonnes prestations en championnat après la maigre cinquième place lors de la précédente saison, réussir de beaux parcours en FA Cup et en League Cup mais également en Ligue Europa, le club ne s'étant pas qualifié en Ligue des champions. Si le club doit retrouver les sommets, José Mourinho, quant à lui, doit redorer son image fortement écorché par ses mauvaises prestations de sa dernière saison avec Chelsea, lui qui a été viré par le club londonien à la mi-saison à cause de sa seizième place en championnat.

## Avant-saison
Après plusieurs semaines de rumeurs, José Mourinho est finalement nommé à la tête du club le 27 mai 2016 et succède à Louis van Gaal. L'entraîneur portugais déclare dans la foulée vouloir faire oublier les trois dernières années du club et « [se] focaliser sur ce club gigantesque, [...] tout donner pour essayer d'aller dans la direction qui [l']intéresse ». La presse indique alors qu'il s'agit de la concrétisation du rêve de Mourinho, lui qui souhaitait rejoindre le club mancunien depuis plusieurs années,. Avec un très gros budget promis par les dirigeants, ses résultats seront ainsi scrutés de près, d'autant plus qu'il sera confronté à plusieurs entraîneurs de renom tels que Pep Guardiola, Jürgen Klopp, Arsène Wenger, Antonio Conte, Mauricio Pochettino ou encore Claudio Ranieri. Le 5 juillet 2016, lors de sa première conférence de presse, Mourinho déclare à ce sujet qu'il souhaite uniquement se concentrer sur son propre club et ses propres objectifs : renouer avec le succès qui caractérise le club et se qualifier en Ligue des champions plutôt qu'en Ligue Europa au terme de la saison.
| Rang | Équipe            | Pts | J | G | N | P | Bp | Bc | Diff |
| ---- | ----------------- | --- | - | - | - | - | -- | -- | ---- |
| 1    | Borussia Dortmund | 4   | 2 | 1 | 0 | 1 | 5  | 2  | +3   |
| 2    | Manchester City   | 2   | 1 | 1 | 0 | 0 | 1  | 1  | 0    |
| 3    | Manchester United | 0   | 1 | 0 | 0 | 1 | 1  | 4  | -3   |

Après avoir repris l'entraînement début juillet, le club joue son premier match de la saison contre Wigan Athletic, club de deuxième division anglaise. La rencontre, sans les internationaux, se termine par une victoire (2-0) grâce à des buts des jeunes Keane et Pereira. Par la suite, et comme la saison dernière, l'équipe effectue sa tournée de pré-saison à l'étranger dans le cadre de l'International Champions Cup. Cette saison, le club est dans le groupe qui joue ses matches en Chine avec Manchester City, rival du club et quatrième de Premier League, ainsi que le Borussia Dortmund, deuxième de Bundesliga et finaliste de coupe d'Allemagne. Le groupe, pas au complet, finit le tournoi avec 0 point et un but inscrit seulement – de Mkhitaryan contre son ancien club (1-4). La seconde rencontre face au rival mancunien n'a pas pu être joué en raison de fortes pluies à Pékin. Enfin, pour terminer la tournée de présaison, le club affronte Galatasaray et s'impose (5-2) grâce à notamment trois passes décisives de Valencia et un doublé de Rooney. Ce dernier verra son jubilé, contre son ancien club Everton, se terminer par un match nul (0-0).

## Transferts

### Transferts estivaux
José Mourinho étant annoncé, ses premières directives se font entendre rapidement. Les premières cibles sont identifiées par les principaux médias européens,, et un premier achat est déjà officialisé : Éric Bailly, défenseur ivoirien en provenance de Villarreal pour une somme estimée à 40 millions d'euros. Dès l'ouverture du marché des transferts estival, le club recrute deux joueurs coup sur coup. L'arrivée de Zlatan Ibrahimović est officialisé par le club, lui qui était en fin de contrat avec le Paris Saint-Germain, et le Borussia Dortmund annonce le départ de Henrikh Mkhitaryan pour le club mancunien. Avec un montant estimé à plus de 40 millions d'euros, son transfert est le troisième plus gros départ de l'histoire de la Bundesliga après Kevin De Bruyne et Granit Xhaka. Le 9 août, Paul Pogba revient à Manchester United en provenance de la Juventus Turin et signe un contrat de cinq ans pour un montant estimé à 105 millions d'euros. Il devient le joueur le plus cher de l'histoire du football devant Gareth Bale et Cristiano Ronaldo.
Du côté des ventes, peu de grosses sommes sont récoltées et peu de joueurs importants sont cédés : beaucoup de joueurs formés au club sont vendus, tels que Paddy McNair, Tyler Blackett ou encore Will Keane ; les jeunes joueurs comme Adnan Januzaj, Cameron Borthwick-Jackson ou Andreas Pereira ayant du potentiel sont prêtés ; et certains contrats sont résiliés, notamment celui de Víctor Valdés.
Au sein du club, les contrats de Marcus Rashford, Cameron Borthwick-Jackson et Michael Carrick sont prolongés,,.
| Nom                       | Nationalité     | Poste     | Transfert                                  | Provenance/Destination | Division             |
| ------------------------- | --------------- | --------- | ------------------------------------------ | ---------------------- | -------------------- |
| Arrivées                  |                 |           |                                            |                        |                      |
| Paul Pogba                | France          | Milieu    | Transfert (105 millions d'euros + 5 bonus) | Juventus Turin         | Serie A              |
| Henrikh Mkhitaryan        | Arménie         | Attaquant | Transfert (42 millions d'euros)            | Borussia Dortmund      | Bundesliga           |
| Éric Bailly               | Côte d'Ivoire   | Défenseur | Transfert (40 millions d'euros)            | Villareal              | Liga BBVA            |
| Zlatan Ibrahimović        | Suède           | Attaquant | Fin de contrat                             | Paris Saint-Germain    | Ligue 1              |
| Sam Johnstone             | Angleterre      | Gardien   | Retour de prêt                             | Preston North End      | Championship         |
| Víctor Valdés             | Espagne         | Gardien   | Retour de prêt                             | Standard de Liège      | Jupiler Pro League   |
| Tyler Blackett            | Angleterre      | Défenseur | Retour de prêt                             | Celtic Glasgow         | Scottish Premiership |
| Nick Powell               | Angleterre      | Milieu    | Retour de prêt                             | Hull City              | Championship         |
| James Wilson              | Angleterre      | Attaquant | Retour de prêt                             | Brighton & Hove Albion | Championship         |
| Ashley Fletcher           | Angleterre      | Attaquant | Retour de prêt                             | Barnsley               | League One           |
| Départs                   |                 |           |                                            |                        |                      |
| Paddy McNair              | Irlande du Nord | Défenseur | Transfert (6 millions d'euros)             | Sunderland AFC         | Premier League       |
| Donald Love               | Écosse          | Défenseur | Transfert (6 millions d'euros)             | Sunderland AFC         | Premier League       |
| Tyler Blackett            | Angleterre      | Défenseur | Transfert                                  | Reading FC             | Championship         |
| Will Keane                | Angleterre      | Attaquant | Transfert                                  | Hull City              | Premier League       |
| Tyler Reid                | Angleterre      | Défenseur | Transfert                                  | Swansea City           | Premier League       |
| Jimmy Dunne               | Irlande         | Défenseur | Transfert                                  | Burnley FC             | Premier League       |
| Ashley Fletcher           | Angleterre      | Attaquant | Transfert                                  | West Ham               | Premier League       |
| Joe Rothwell              | Angleterre      | Milieu    | Transfert                                  | Oxford United          | League One           |
| James Weir                | Angleterre      | Milieu    | Transfert                                  | Hull City              | Premier League       |
| Adnan Januzaj             | Belgique        | Attaquant | Prêt                                       | Sunderland AFC         | Premier League       |
| Andreas Pereira           | Brésil          | Milieu    | Prêt                                       | Grenade CF             | Liga                 |
| Guillermo Varela          | Uruguay         | Défenseur | Prêt                                       | Eintracht Francfort    | Bundesliga           |
| James Wilson              | Angleterre      | Attaquant | Prêt                                       | Derby County           | Championship         |
| Cameron Borthwick-Jackson | Angleterre      | Défenseur | Prêt                                       | Wolverhampton          | Championship         |
| Joel Castro Pereira       | Portugal        | Gardien   | Prêt                                       | CF Belenenses          | Liga NOS             |
| George Dorrington         | Angleterre      | Gardien   | Résiliation du contrat                     | Huddersfield Town      | Championship         |
| Víctor Valdés             | Espagne         | Gardien   | Résiliation du contrat                     | Middlesbrough          | Premier League       |
| Nick Powell               | Angleterre      | Milieu    | Résiliation du contrat                     | Wigan Athletic         | Championship         |
| Oliver Rathbone           | Angleterre      | Milieu    | Résiliation du contrat                     | Rochdale               | League One           |

### Transferts hivernaux
Lors du marché des transferts hivernal, aucune arrivée massive n'a été enregistré si ce n'est les retours de prêt de certains jeunes joueurs de l'académie. Du côté des départs importants, Memphis Depay et Morgan Schneiderlin ont quitté le club pour respectivement l'Olympique lyonnais et Everton. En somme, un mercato relativement calme en raison de la stabilité voulue par José Mourinho, qui ne devrait pas non plus bouleverser l'effectif lors du prochain mercato selon ses dires. L'entraîneur portugais a tenu à garder la majorité des joueurs de son équipe, même certains qui ne jouent que très rarement comme Ashley Young et Bastian Schweinsteiger. L'international allemand sera finalement vendu au mois de mars au Chicago Fire, le marché des transferts américain étant encore ouvert.
Concernant les contrats, ceux de Marouane Fellaini et Antonio Valencia ont été prolongés jusqu'en 2018,.
| Nom                       | Nationalité | Poste     | Transfert                                 | Provenance/Destination     | Division            |
| ------------------------- | ----------- | --------- | ----------------------------------------- | -------------------------- | ------------------- |
| Arrivées                  |             |           |                                           |                            |                     |
| James Wilson              | Angleterre  | Attaquant | Retour de prêt                            | Derby County               | Championship        |
| Cameron Borthwick-Jackson | Angleterre  | Défenseur | Retour de prêt                            | Wolverhampton              | Championship        |
| Joel Castro Pereira       | Portugal    | Gardien   | Retour de prêt                            | CF Belenenses              | Liga NOS            |
| Départs                   |             |           |                                           |                            |                     |
| Morgan Schneiderlin       | France      | Milieu    | Transfert (26 millions d'euros)           | Everton                    | Premier League      |
| Memphis Depay             | Pays-Bas    | Attaquant | Transfert (16 millions d'euros + 9 bonus) | Olympique lyonnais         | Ligue 1             |
| Bastian Schweinsteiger    | Allemagne   | Milieu    | Transfert                                 | Chicago Fire               | Major League Soccer |
| Sean Goss                 | Angleterre  | Milieu    | Transfert                                 | Queens Park Rangers        | Championship        |
| Sadiq El Fitouri          | Libye       | Défenseur | Transfert                                 | Chesterfield Football Club | League One          |
| Sam Johnstone             | Angleterre  | Gardien   | Prêt                                      | Aston Villa                | Championship        |
| Joe Riley                 | Angleterre  | Milieu    | Prêt                                      | Sheffield United           | League One          |

## Joueurs et encadrement technique

### Encadrement technique

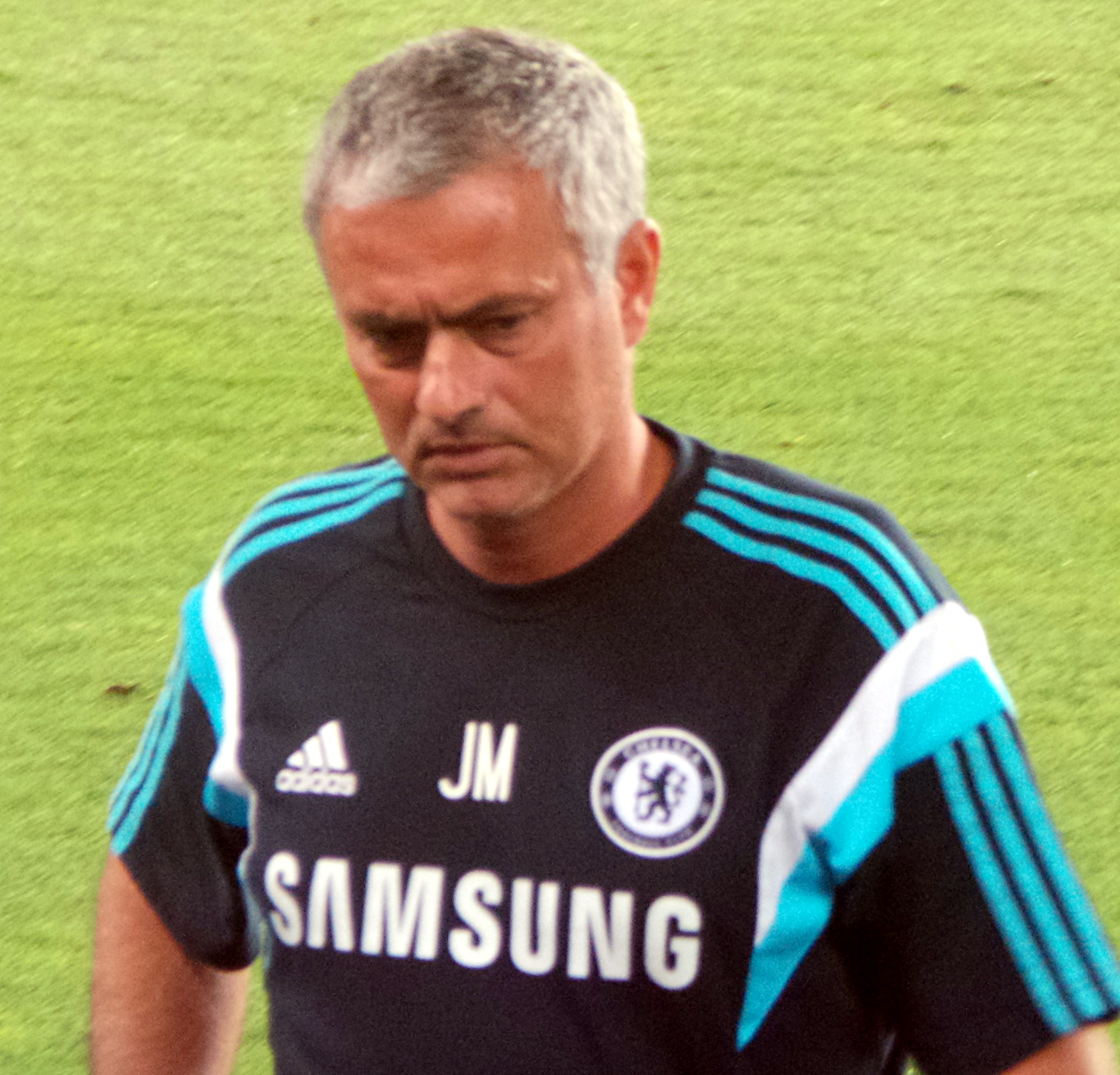
José Mourinho à Chelsea, en 2014.

L'équipe est entraînée par José Mourinho. Après une courte carrière de footballeur au Portugal, José est devenu entraîneur adjoint au Sporting CP, FC Porto puis au FC Barcelone. « The Special One » comme il s'est surnommé après sa première conférence de presse avec Chelsea, est un entraîneur qui divise. Il est à la fois décrié par certains — pour son caractère provocateur et moqueur — et adulé par d'autres — pour son riche palmarès et ses connaissances tactiques. Le Mou a entraîné au Portugal, en Angleterre, en Italie et en Espagne, remportant les championnats dans ces quatre pays, et leurs coupes nationales. Il a également gagné une Coupe UEFA et deux Ligue des champions, avec le FC Porto en 2004 et l'Inter Milan en 2010. À la suite de son triplé historique avec le club milanais, il obtient en 2011 le premier prix d'entraîneur de l'année FIFA, considéré comme le Ballon d'Or des entraîneurs, devançant le sélectionneur espagnol et champion du monde Vicente del Bosque ainsi que Josep Guardiola. Il remporte par ailleurs plusieurs trophées continentales comme le prix du meilleur entraîneur d'Europe selon l'UEFA et le prix du meilleur entraîneur de club selon l'IFFHS.
Son entraîneur adjoint est Rui Faria, fidèle assistant qui le suit depuis plusieurs années. Un temps annoncé comme étant son deuxième adjoint, Ryan Giggs annonce finalement son départ après 29 années au sein du club. D'après Mourinho, le gallois souhaitait entraîner le club. Le reste du staff a été annoncé au début du mois de juillet et est composé de Silvino Louro, Carlos Lalin, Giovani Cerra, Ricardo Formosinho et Emilio Álvarez (en). Tous les membres du staff ont déjà travaillé avec l'entraîneur portugais auparavant.

## Compétitions
| Premier League     | Ligue Europa                            | FA Cup                               | League Cup                         | Community Shield                      |
| ------------------ | --------------------------------------- | ------------------------------------ | ---------------------------------- | ------------------------------------- |
| 6e place 69 points | Vainqueur face à l'Ajax Amsterdam (2-0) | Quart de finale face à Chelsea (1-0) | Vainqueur face à Southampton (3-2) | Vainqueur face à Leicester City (2-1) |
| 18V 15N 5D         | 10V 3N 2D                               | 3V 0N 1D                             | 5V 0N 1D                           | 1V 0N 0D                              |
| TOTAL : 37V 18N 9D |                                         |                                      |                                    |                                       |

### Community Shield
Après avoir remporté la coupe d'Angleterre pour la première fois depuis la saison 2003-2004, Manchester United joue sa 30e Community Shield dans le célèbre stade de Wembley, enceinte de l'équipe nationale anglaise. Pour cette édition, le club mancunien affronte le vainqueur surprise du championnat de la saison précédente, Leicester City. La supercoupe anglaise possède quelques particularités : les entraîneurs ont la possibilité de faire jusqu'à six changements de joueurs au lieu des trois réglementaires durant ce match. En cas d'égalité à la fin du temps réglementaire, les deux équipes se départagent directement aux tirs au but sans disputer de prolongation.
Le match est remporté par les Red Devils au terme d'un match équilibré. Lingard ouvre le score sur un exploit individuel mais Vardy égalise à la suite d'une erreur défensive de Fellaini. Dix minutes avant la fin du temps réglementaire, Ibrahimović redonne l'avantage aux siens sur un but de la tête et permet au club de remporter le trophée. Bailly est élu homme du match.

### Championnat

#### Phase aller
Bien lancée grâce à la victoire en Community Shield, l'équipe mancunienne démarre le championnat par trois victoires en trois matches avec un seul but pris. Les premières constatations montrent que José Mourinho n'a pas chamboulé le onze-type de Louis van Gaal avec les titularisations de Blind en défense centrale, Martial sur l'aile gauche, Fellaini au milieu de terrain et Mata sur l'aile droite à la place de Mkhitaryan, acheté cet été.
Toutefois, l'équipe n'a semble-t-il pas encore trouvé ses automatismes offensifs et cela se fait ressentir lors du match contre Hull City (1-0) avec un but en toute fin de match. La mauvaise série continue après la première trêve internationale puisque le club subit deux revers consécutifs contre Manchester City (1-2) et Watford (3-1). Malgré le soudain coup d'éclat contre Leicester (4-1), les choses ne s'améliorent pas réellement et Mourinho procède alors à quelques changements avec notamment les titularisations répétées d'Ander Herrera. S'ensuit malgré tout une période creuse au mois d'octobre durant laquelle le club ne parvient pas à gagner le moindre match en championnat, en atteste la lourde défaite face à Chelsea (4-0).
Par la suite, le retour de blessure de Mkhitaryan et la composition d'un milieu de terrain cohérent avec Carrick, Herrera et Pogba permettent au club de retrouver une stabilité et de proposer une tactique de jeu cohérente. De ce fait, le club enchaîne une série de douze matches consécutifs sans défaite, toutes compétitions confondues, du mois de novembre au mois de décembre et ne lâche pas le peloton de tête du championnat. L'année se termine le 31 décembre, dans le cadre des matches en période de fête, par une victoire contre Middlesbrough arrachée en toute fin de match (2-1).

#### Phase retour
Sur la continuité de sa belle série de matches sans défaite, le club enchaîne et ne subit aucun revers. Cette belle série permet au club de se hisser à la cinquième place du classement après plusieurs semaines à stagner à la sixième place. Plusieurs joueurs semblent avoir retrouvé leur niveau, comme Mkhitaryan, Rojo, Ander Herrera ou encore Mata.
Néanmoins, plusieurs blessures importantes (Mata, Pogba, Mkhitaryan, Rojo, Ibrahimović) à divers moments de la deuxième partie de saison freinent le club. Les joueurs n'arrivent pas à être constants et réalisent plusieurs matches nuls évitables contre Bournemouth (1-1) ou encore contre West Bromwich (0-0), ce qui n'améliore pas considérablement leur position au classement. Le club stagne alors à la cinquième place alors qu'ils pouvaient intégrer le top 4 à plusieurs reprises.
De ce fait, Mourinho annonce privilégier la Ligue Europa pour la fin de saison et met les matches de championnat au second plan. Le club connaît alors une fin de championnat compliquée avec des défaites contre Arsenal (2-0) et Tottenham (2-1) et en n'alignant que des équipes remplaçantes. En raison de ses défaites face aux clubs du top 5, le club retombe à la sixième place et y finit la saison. Le championnat se clôt tout de même par une victoire contre Crystal Palace (2-0) alors que plusieurs jeunes formés au club avaient été convoqués dans le groupe.

#### Classement
Les équipes sont classées selon leur nombre de points, lesquels sont répartis comme suit : trois points pour une victoire, un point pour un match nul et zéro point pour une défaite.
Modèle:Classement Premier League 2016-2017

#### Évolution du classement et des résultats
| Journée  | 1 | 2 | 3 | 4 | 5 | 6 | 7 | 8 | 9 | 10 | 11 | 12 | 13 | 14 | 15 | 16 | 17 | 18 | 19 | 20 | 21 | 22 | 23 | 24 | 25 | 27 | 29 | 30 | 31 | 32 | 33 | 34 | 26 | 35 | 36 | 37 | 28 | 38 | Journées en tête |
| -------- | - | - | - | - | - | - | - | - | - | -- | -- | -- | -- | -- | -- | -- | -- | -- | -- | -- | -- | -- | -- | -- | -- | -- | -- | -- | -- | -- | -- | -- | -- | -- | -- | -- | -- | -- | ---------------- |
| Rang     | 1 | 2 | 3 | 4 | 7 | 6 | 8 | 7 | 7 | 8  | 6  | 6  | 6  | 6  | 6  | 6  | 6  | 6  | 6  | 6  | 6  | 6  | 6  | 6  | 6  | 6  | 5  | 5  | 6  | 5  | 5  | 5  | 5  | 5  | 5  | 6  | 6  | 6  | 1                |
| Résultat | V | V | V | D | D | V | N | N | D | N  | V  | N  | N  | N  | V  | V  | V  | V  | V  | V  | N  | N  | N  | V  | V  | N  | V  | N  | N  | V  | V  | V  | N  | N  | D  | D  | N  | V  | —                |

### Ligue Europa

#### Phase de groupe
| Rang | Équipe              | Pts | J | G | N | P | Bp | Bc | Diff |  | Résultats (▼ dom., ► ext.) |     |     |     |     |
| ---- | ------------------- | --- | - | - | - | - | -- | -- | ---- |  | -------------------------- | --- | --- | --- | --- |
| 1    | Fenerbahçe SK       | 13  | 6 | 4 | 1 | 1 | 8  | 6  | +2   |  | Fenerbahçe SK              |     | 2-1 | 1-0 | 2-0 |
| 2    | Manchester United   | 12  | 6 | 4 | 0 | 2 | 12 | 4  | +8   |  | Manchester United          | 4-1 |     | 4-0 | 1-0 |
| 3    | Feyenoord Rotterdam | 7   | 6 | 2 | 1 | 3 | 3  | 7  | -4   |  | Feyenoord Rotterdam        | 0-1 | 1-0 |     | 1-0 |
| 4    | Zorya Louhansk      | 2   | 6 | 0 | 2 | 4 | 2  | 8  | -6   |  | Zorya Louhansk             | 1-1 | 0-2 | 1-1 |     |

## Statistiques

### Statistiques collectives
| Compétition      | Débute au tour   | Termine       | Matches joués | Gagnés | Nuls | Perdus | Buts pour | Buts contre | Différence |
| ---------------- | ---------------- | ------------- | ------------- | ------ | ---- | ------ | --------- | ----------- | ---------- |
| Community Shield | Finale           | Vainqueur     | 1             | 1      | 0    | 0      | 2         | 1           | +1         |
| Premier League   | -                | 6e            | 38            | 18     | 15   | 5      | 54        | 29          | +25        |
| FA Cup           | 1/32 de finale   | 1/4 de finale | 4             | 3      | 0    | 1      | 10        | 2           | +8         |
| League Cup       | 1/16 de finale   | Vainqueur     | 6             | 5      | 0    | 1      | 14        | 5           | +9         |
| Ligue Europa     | Phase de groupes | Vainqueur     | 15            | 10     | 3    | 2      | 25        | 8           | +17        |
| Total            | -                | -             | 64            | 37     | 18   | 9      | 105       | 45          | +60        |

### Statistiques individuelles
Mis à jour le 25 mai 2017

### Meilleurs buteurs (toutes compétitions)
Mis à jour le 25 mai 2017
| Rang | Joueur             | Premier League | FA Cup | League Cup | Ligue Europa | Community Shield | Total |
| ---- | ------------------ | -------------- | ------ | ---------- | ------------ | ---------------- | ----- |
| 1    | Zlatan Ibrahimović | 17             | 1      | 4          | 5            | 1                | 28    |
| 2    | Marcus Rashford    | 5              | 3      | 1          | 2            | 0                | 11    |
| 2    | Henrikh Mkhitaryan | 4              | 1      | 0          | 6            | 0                | 11    |
| 3    | Juan Mata          | 6              | 0      | 2          | 2            | 0                | 10    |
| 4    | Paul Pogba         | 5              | 0      | 1          | 3            | 0                | 9     |
| 5    | Anthony Martial    | 4              | 1      | 2          | 1            | 0                | 8     |
| 5    | Wayne Rooney       | 5              | 1      | 0          | 2            | 0                | 8     |

### Meilleurs passeurs (toutes compétitions)
Mis à jour le 25 mai 2017
| Rang | Joueur             | Premier League | FA Cup | League Cup | Ligue Europa | Community Shield | Total |
| ---- | ------------------ | -------------- | ------ | ---------- | ------------ | ---------------- | ----- |
| 1    | Ander Herrera      | 6              | 1      | 3          | 1            | 0                | 11    |
| 2    | Wayne Rooney       | 5              | 1      | 0          | 3            | 1                | 10    |
| 2    | Zlatan Ibrahimović | 5              | 0      | 1          | 4            | 0                | 10    |
| 3    | Anthony Martial    | 5              | 2      | 0          | 0            | 0                | 7     |
| 4    | Antonio Valencia   | 3              | 0      | 1          | 1            | 1                | 6     |
| 4    | Juan Mata          | 3              | 1      | 0          | 2            | 0                | 6     |
| 4    | Marcus Rashford    | 1              | 0      | 1          | 4            | 0                | 6     |
| 4    | Paul Pogba         | 4              | 1      | 0          | 1            | 0                | 6     |
| 5    | Henrikh Mkhitaryan | 1              | 1      | 3          | 0            | 0                | 5     |

### Onze de départ (toutes compétitions)
Mis à jour le 25 mai 2017
| \| No. \| Pos. \| Joueur \| Titulaire \| Notes \| \| --- \| ---- \| ------------------ \| --------- \| -------------------------------------------------------------------------- \| \| 1 \| GK \| David de Gea \| 45 \| Sergio Romero a 18 titularisations \| \| 3 \| DC \| Éric Bailly \| 37 \| Phil Jones a 24 titularisations \| \| 5 \| DC \| Marcos Rojo \| 35 \| Chris Smalling a 29 titularisations \| \| 25 \| DD \| Antonio Valencia \| 41 \| Matteo Darmian a 26 titularisation Ashley Young a 15 titularisations \| \| 17 \| DG \| Daley Blind \| 34 \| Luke Shaw a 17 titularisations \| \| 21 \| MR \| Ander Herrera \| 44 \| \| \| 16 \| MD \| Michael Carrick \| 30 \| Marouane Fellaini a 28 titularisations \| \| 6 \| MO \| Paul Pogba \| 49 \| \| \| 8 \| MLD \| Juan Mata \| 33 \| Henrikh Mkhitaryan a 30 titularisations Jesse Lingard a 28 titularisations \| \| 10 \| MLG \| Marcus Rashford \| 30 \| Anthony Martial a 28 titularisations \| \| 9 \| AC \| Zlatan Ibrahimović \| 41 \| Wayne Rooney a 25 titularisations \| | De Gea Valencia Bailly Rojo Blind Herrera Carrick Pogba Mata Rashford Ibrahimović |                    |           |                                                                            |
| No. | Pos.                                                                              | Joueur             | Titulaire | Notes                                                                      |
| 1 | GK                                                                                | David de Gea       | 45        | Sergio Romero a 18 titularisations                                         |
| 3 | DC                                                                                | Éric Bailly        | 37        | Phil Jones a 24 titularisations                                            |
| 5 | DC                                                                                | Marcos Rojo        | 35        | Chris Smalling a 29 titularisations                                        |
| 25 | DD                                                                                | Antonio Valencia   | 41        | Matteo Darmian a 26 titularisation Ashley Young a 15 titularisations       |
| 17 | DG                                                                                | Daley Blind        | 34        | Luke Shaw a 17 titularisations                                             |
| 21 | MR                                                                                | Ander Herrera      | 44        |                                                                            |
| 16 | MD                                                                                | Michael Carrick    | 30        | Marouane Fellaini a 28 titularisations                                     |
| 6 | MO                                                                                | Paul Pogba         | 49        |                                                                            |
| 8 | MLD                                                                               | Juan Mata          | 33        | Henrikh Mkhitaryan a 30 titularisations Jesse Lingard a 28 titularisations |
| 10 | MLG                                                                               | Marcus Rashford    | 30        | Anthony Martial a 28 titularisations                                       |
| 9 | AC                                                                                | Zlatan Ibrahimović | 41        | Wayne Rooney a 25 titularisations                                          |

### Joueurs prêtés
Voici le tableau récapitulatif des joueurs ayant été prêté ou étant actuellement prêté dans un club de première division ou de deuxième division, par ordre chronologique de départ.
Mis à jour le 25 mai 2017
| Nat. | Nom                       | Club en prêt        | Compétition    | Championnat | Championnat | Championnat | Championnat  | Coupes nationales | Coupes nationales | Coupes nationales | Coupes nationales | Coupe d'Europe | Coupe d'Europe | Coupe d'Europe | Coupe d'Europe | Total | Total | Total  | Total        |
| Nat. | Nom                       | Club en prêt        | Compétition    | MJ          | B           | Averti      | Carton rouge | MJ                | B                 | Averti            | Carton rouge      | MJ             | B              | Averti         | Carton rouge   | MJ    | B     | Averti | Carton rouge |
| ---- | ------------------------- | ------------------- | -------------- | ----------- | ----------- | ----------- | ------------ | ----------------- | ----------------- | ----------------- | ----------------- | -------------- | -------------- | -------------- | -------------- | ----- | ----- | ------ | ------------ |
|      | Guillermo Varela          | Eintracht Francfort | Bundesliga     | 7           | 0           | 1           | 0            | 3                 | 0                 | 2                 | 0                 | 0              | 0              | 0              | 0              | 10    | 0     | 3      | 0            |
|      | Adnan Januzaj             | Sunderland          | Premier League | 25          | 0           | 5           | 1            | 3                 | 1                 | 0                 | 0                 | 0              | 0              | 0              | 0              | 28    | 1     | 5      | 1            |
|      | James Wilson              | Derby County        | Championship   | 4           | 0           | 0           | 0            | 1                 | 1                 | 0                 | 0                 | 0              | 0              | 0              | 0              | 5     | 1     | 0      | 0            |
|      | Cameron Borthwick-Jackson | Wolverhampton       | Championship   | 6           | 0           | 2           | 0            | 1                 | 0                 | 0                 | 0                 | 0              | 0              | 0              | 0              | 7     | 0     | 2      | 0            |
|      | Andreas Pereira           | Grenade CF          | Liga           | 35          | 5           | 9           | 1            | 2                 | 0                 | 0                 | 0                 | 0              | 0              | 0              | 0              | 37    | 5     | 9      | 1            |
|      | Joel Castro Pereira       | CF Belenenses       | Liga NOS       | 8           | 0           | 1           | 0            | 2                 | 0                 | 0                 | 0                 | 0              | 0              | 0              | 0              | 10    | 0     | 1      | 0            |
|      | Sam Johnstone             | Aston Villa         | Championship   | 21          | 0           | 0           | 0            | 1                 | 0                 | 0                 | 0                 | 0              | 0              | 0              | 0              | 22    | 0     | 0      | 0            |

### Récompenses et distinctions
Chaque mois, les internautes votent sur le site du club pour élire, parmi trois propositions, le meilleur joueur de l'équipe.
| Mois      | Premier                | %   | Deuxième           | %   | Troisième          | %   |
| --------- | ---------------------- | --- | ------------------ | --- | ------------------ | --- |
| Août      | Éric Bailly            | 55% | Zlatan Ibrahimović | 37% | Daley Blind        | 8%  |
| Septembre | Marcus Rashford        | 45% | Ander Herrera      | 29% | Zlatan Ibrahimović | 26% |
| Octobre   | Juan Mata              | 44% | Ander Herrera      | 43% | Antonio Valencia   | 13% |
| Novembre  | Antonio Valencia       | 39% | Michael Carrick    | 32% | Zlatan Ibrahimović | 29% |
| Décembre  | Zlatan Ibrahimović     | 38% | Henrikh Mkhitaryan | 36% | Paul Pogba         | 26% |
| Janvier   | Antonio Valencia (2)   | 57% | Phil Jones         | 22% | Marcus Rashford    | 21% |
| Février   | Zlatan Ibrahimović (2) | 79% | Henrikh Mkhitaryan | 15% | Paul Pogba         | 6%  |
| Mars      | Antonio Valencia (3)   | 71% | Marcos Rojo        | 23% | Ashley Young       | 6%  |
| Avril     | Ander Herrera          | 46% | Éric Bailly        | 27% | Marcus Rashford    | 27% |
| Mai       | Paul Pogba             | 54% | Sergio Romero      | 39% | Daley Blind        | 7%  |

- Joueur de l'année (trophée Sir Matt Busby) : -  Ander Herrera [45]
- Joueur de l'année selon les joueurs : -  Antonio Valencia [46]
- Plus beau but de la saison : -  Henrikh Mkhitaryan [47]
- Joueur(s) élu(s) joueur du mois en Premier League :  Zlatan Ibrahimović en décembre
- Membre(s) du club dans l'équipe-type de la saison en Premier League :  David de Gea [48]
- PFA Merit Award :  David Beckham (ancien joueur formé au club)

### Autres statistiques
Mis à jour le 4 juin 2017

## Saison des jeunes

### Championnat des moins de 23 ans
Le championnat des moins de 23 ans, appelé Premier League 2, regroupe 24 équipes issues de la Premier League et de la Championship. Il est séparé en deux divisions de 12 équipes. Ce format a été instauré durant la saison 2012-2013 et succède à la Premier Reserve League dans laquelle s'affrontaient 16 équipes séparées en deux groupes géographiques (nord et sud). Depuis la saison 2016-2017, la restriction d'âge est limitée à 23 ans alors qu'elle était limitée à 21 ans auparavant.
À la fin de la saison, Axel Tuanzebe remporte le trophée Denzil Haroun récompensant le meilleur joueur des moins de 21 ans de la saison.
| Rang | Équipe              | Pts | J  | G  | N | P  | Bp | Bc | Diff |
| ---- | ------------------- | --- | -- | -- | - | -- | -- | -- | ---- |
| 1    | Everton             | 48  | 22 | 15 | 3 | 4  | 48 | 21 | +27  |
| 2    | Manchester City     | 45  | 22 | 13 | 6 | 3  | 54 | 33 | +21  |
| 3    | Liverpool           | 43  | 22 | 13 | 4 | 5  | 47 | 27 | +20  |
| 4    | Arsenal             | 33  | 22 | 10 | 3 | 9  | 40 | 32 | +8   |
| 5    | Chelsea             | 30  | 22 | 7  | 9 | 6  | 40 | 32 | +8   |
| 6    | Manchester United T | 26  | 22 | 6  | 8 | 8  | 29 | 38 | -9   |
| 7    | Sunderland AFC      | 25  | 22 | 6  | 7 | 9  | 27 | 37 | -10  |
| 8    | Derby County        | 24  | 22 | 6  | 6 | 10 | 31 | 42 | -11  |
| 9    | Leicester City      | 23  | 22 | 5  | 8 | 9  | 31 | 42 | -11  |
| 10   | Tottenham Hotspur   | 22  | 22 | 6  | 4 | 12 | 33 | 44 | -11  |
| 11   | Reading FC          | 22  | 22 | 6  | 4 | 12 | 36 | 56 | -20  |
| 12   | Southampton FC      | 21  | 22 | 5  | 6 | 11 | 28 | 40 | -12  |

- Champion de division 1
- Relégation en division 2 de Premier League 2

T : Tenant du titre
Source : Classement officiel sur le site de la Premier League.

### Championnat des moins de 18 ans
À la fin de la saison, Angel Gomes remporte le trophée Jimmy Murphy récompensant le meilleur joueur des moins de 18 ans de la saison.